# Renzo Zandegiacomo
Renzo Zandegiacomo (Cortina d'Ampezzo, 21 gennaio 1944) è un ex sciatore alpino italiano.

## Biografia

### Carriera sciistica
Sciatore polivalente originario di Auronzo di Cadore, Zandegiacomo fece parte della nazionale italiana dal 1964 al 1972 e debuttò in campo internazionale in occasione del 16º Torneo Tre Funivie, il 22 febbraio 1964 a Sestriere in discesa libera (29º). Nel 1965 si classificò 2º nella discesa libera del Trofeo Tre Comuni disputata in Val Gardena il 19 febbraio e vinse il titolo italiano nello slalom gigante. Un grave infortunio alla gamba lo costrinse a interrompere la carriera tra il 1966 e il 1968.
In Coppa del Mondo esordì il 9 febbraio 1969 a Cortina d'Ampezzo in discesa libera (33º); nella stagione 1971-1972 in Coppa Europa fu 3º sia nella classifica generale, sia in quella di slalom gigante e nello stesso anno vinse nuovamente il titolo italiano nello slalom gigante. In Coppa del Mondo ottenne il miglior risultato, nonché unico piazzamento a punti, l'8 dicembre 1972 a Val-d'Isère in slalom gigante (9º) e prese per l'ultima volta il via il 13 gennaio 1973 a Grindelwald in discesa libera (20º). Non prese parte a rassegne olimpiche o iridate.

### Altre attività
Dopo il ritiro parte al circuito professionistico nordamericano (Pro Tour) fino al 1974 e in seguito divenne maestro di sci a Cortina d'Ampezzo, dove fondò la “Scuola Azzurra di Cortina d’Ampezzo”, continuando a gareggiare nella categoria "masters" fino al 2008.

## Palmarès

### Mondiali militari
- 1 oro (Tärnaby 1972)[2]

### Coppa del Mondo
- Miglior piazzamento in classifica generale: 53º nel 1973

### Coppa Europa
- Miglior piazzamento in classifica generale: 3º nel 1972[8]

### Campionati italiani
- 2 medaglie[5]:
  - 2 ori (slalom gigante nel 1965; slalom gigante nel 1972)